# Dismorphia crisia
Dismorphia crisia is een vlindersoort uit de familie van de Pieridae (witjes), onderfamilie Dismorphiinae.
Dismorphia crisia werd in 1782 beschreven door Drury.